# قتامية

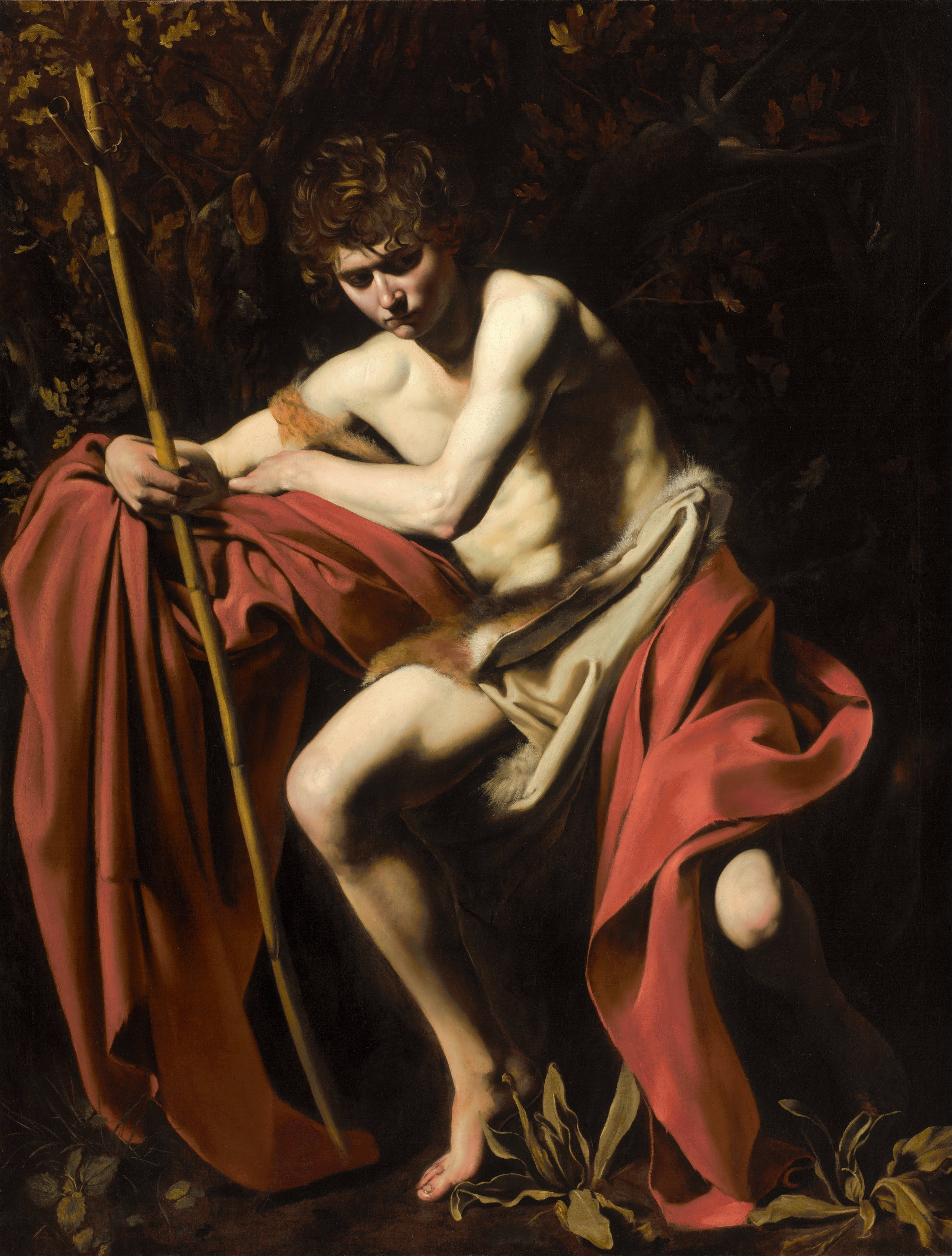
يوحنا المعمدان - كارافادجو، 1604 م

القتاميّة اسم يطلق، في فن الرسم، على نزعة عند بعض الفنانين إلى جعل الصور، في لوحاتهم، قاتمة يلفها الظلام إلا من نور شمعة في كثير من الأحيان. ويُعتبر الرسام الإيطالي كارافادجو (1573 - 1610 م) أول من اصطنع القتامية، في حين يعتبر الرسام الفرنسي جورج دو لا تور (1593 - 1652 م) من أبرز أعلامها.